# Jリーグキックオフカンファレンス
Jリーグキックオフカンファレンス（ジェイ- ）は、日本プロサッカーリーグ（Jリーグ）の前夜祭的イベント。毎年リーグ開幕2週間前に日本国内のホテルで開催される。
2015年・2016年は「Jリーグプレスカンファレンス」として開催された が、2017年からは再び「Jリーグキックオフカンファレンス」の呼び方に戻されている。

## 概要
参加できるのは報道関係者やスポンサーに限られており、「Jリーグプレゼンテーション」「クラブプレゼンテーション」の2部構成となっている。2011年からはニコニコ動画で生中継が実施されている。2016年はスカパー!にて、2017年からはDAZNにて生中継が実施されている。
またカンファレンスに先立ち、監督会議やAFCチャンピオンズリーグ出場クラブ選手による会見も行われる。
2018年までは全てのカテゴリのクラブから参加していた が、2019年からはJ1クラブのみの参加となった。

### Jリーグプレゼンテーション
- 宴会場に作られたステージにて、Jリーグチェアマンの挨拶および抱負、全クラブ監督が登壇しての監督紹介、全クラブ代表選手各1名（ユニフォーム着用）が登壇しての選手およびリーグ戦開幕カード紹介を行う。

### クラブプレゼンテーション
- 宴会場の壁面に作られた全クラブおよびJリーグ関連ブース（クラブのブースはリーグ戦開幕カード毎にまとめられている）にて、監督・選手・クラブ関係者等の取材対応や、メディアとの懇親会を行う。
- 地元クラブの関係メディアにとっては、複数クラブの選手・監督から一度に話を聞ける貴重な機会となっている。